# فن مقدس

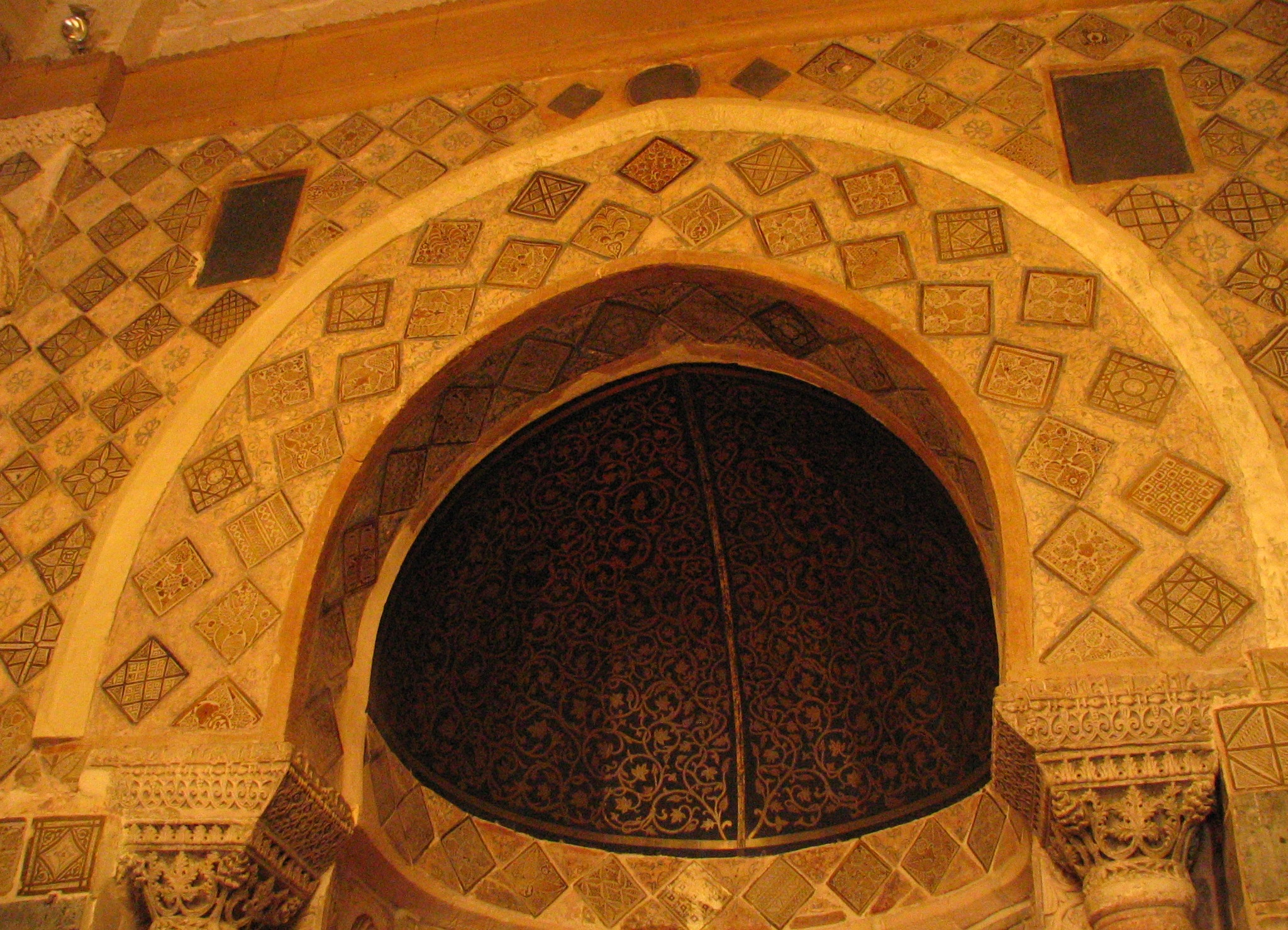
عينة من الفن الإسلامي المقدس: في مسجد القيروان الكبير (Great Mosque of Kairouan) ويطلق عليه أيضًا اسم مسجد العقبة (في تونس)، الجزء العلوي من المحراب (محل الصلاة) مزخرف ببلاطاتٍ خزفية مصقولة وزخارف نباتية متشابكة وملونة تنتمي للقرن التاسع.

الفن الديني أو الفن المقدس هو تصوير فني يستخدم الإيحاءات والدوافع الدينية وغالبًا ما يقصد به رفع العقل إلى الأجواء الروحانية المطلوبة. وينطوي الفن المقدس على الشعائر والممارسات الطقوسية والجوانب العملية والتنفيذية لمسار الإدراك الروحاني بحسب تقاليد الفنان الدينية.

## الفن المسيحي

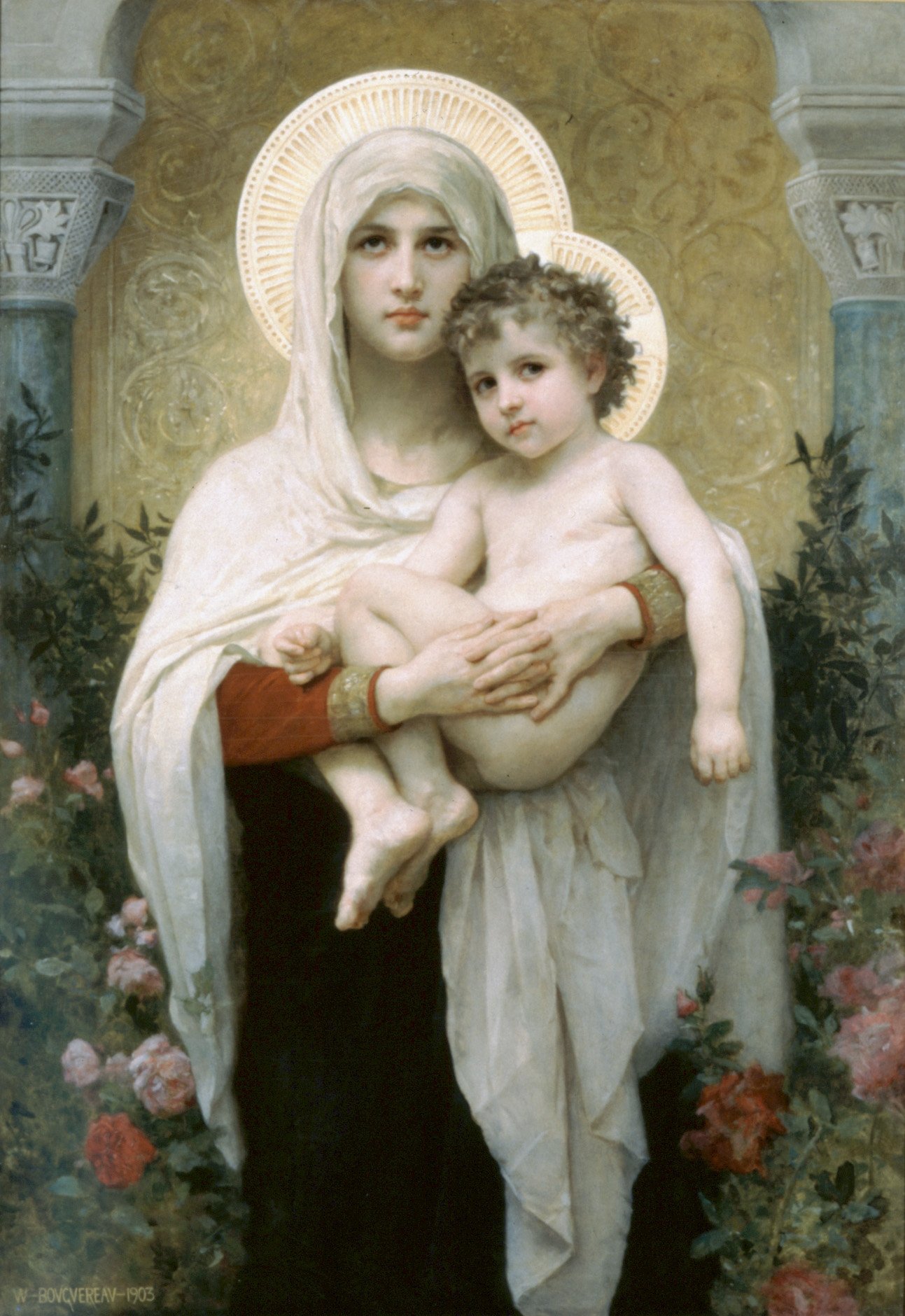
مادونا الورود بريشة ويليام بوغيرو 1903. قصر ليندهيرست، نيويورك.

ينتج الفن المسيحي المقدس لمحاولة توضيح، واستكمال، وتصوير مبادئ المسيحية بشكلٍ ملموس، على الرغم من ذلك فإن هناك بعض التعريفات الأخرى الممكنة. تستخدم معظم الجماعات المسيحية الفن إلى حدٍ ما أو تكون مجبرة على استخدامه، على الرغم من أن بعضهم كان لديه اعتراضات قوية على بعض أشكال التصوير الفني، وكان هناك فترات كبيرة من المروق (iconoclasm) في المسيحية. معظم الفن المسيحي تلميحي، أو مبني على أساس الرموز (theme) المألوفة للمشاهد المقصودة. وتعد واحدة من أكثر الرموز والأشكال شيوعًا هي صورة العذراء مريم وهي تحمل الطفل يسوع (infant Jesus). والأخرى هي صورة المسيح (Christ) معلق على الصليب (Cross). ولصالح الأميين، تم وضع نظام أيقوني (iconographic) محكم للتعرف بشكلٍ قاطع على المشاهد. على سبيل المثال، تصور القديسة أجنس (Saint Agnes) تحمل حملاً، ويصور القديس بطرس (Saint Peter) معه مفاتيح، والقديس باتريك (Saint Patrick) معه نبات الشامروك (shamrock). فكل قديس يكون بصحبة بعض الرموز أو الصفات التي تميزه في الفن المقدس.

## الفن الإسلامي
أدى تحريم تجسيد الصور التمثيلية في الفن الديني، بالإضافة إلى الشكل الزخرفي الطبيعي للخط العربي، إلى استخدام الديكورات الخطية، التي غالبًا ما كانت تضم تكرار أنماط هندسية تعبر عن مُثُل النظام والطبيعة. وكانت تستخدم في العمارة الدينية، والسجاد، والوثائق المكتوبة بخط اليد. عكس الفن الإسلامي تلك النظرة المتوازنة، والمتناغمة للعالم. وركز على الجوهر الروحاني بشكلٍ أكبر من الهيئة الحسية الملموسة.
على الرغم من أن التاريخ الإسلامي شهد نفورًا من العبادة المحتملة للأوثان، وهي النظرة التي تمثلها السُنّية الحديثة بوضوح. الا أن المنمنمات الفارسية (Persian miniature)، بالإضافة إلى تصوير محمد (depictions of Muhammad) والملائكة في الإسلام (angels in Islam) ظلت قائمة في القرون الوسطى كأمثلةٍ بارزة تتعارض مع التقاليد السُنيّة الحديثة. كما أن الشيعة (Shi'a) لم ينفروا بشكلٍ كبير من تصوير الشخصيات، بما في ذلك الأنبياء طالما أن التصوير محترم.

### فن الخط
ينظر إلى الخط بشكلٍ كبير باعتباره العنصر الأساسي في الفن الإسلامي. ويدل تناقل القرآن وكتب الوحي الإلهي التي نزلت على محمد باللغة العربية، والمتأصلة بالخط العربي، على إمكانية تطوير مجموعةٍ متنوعةٍ من الأشكال المزيّنة. وتوظيف الخط في الزينة له نظرة جمالية واضحة ولكنه أيضًا حوى مكونًا سحريًّا كامنًا في حين أن معظم الأعمال الفنية ذات النقوش المقروءة، لا يستطيع كل المسلمين قراءتها. ومع ذلك ينبغي على الشخص أن يضع في اعتباره أن فن الخط بشكلٍ أساسي هو وسيلة لتوصيل النص، حتى وإن كان بشكلٍ زخرفي.
وقد رُسمت الحروف العربية بشكلٍ سريع مع صعود الإسلام في القرن السابع الميلادي إلى ما نراه من شكلٍ فني جميل، بعد شكله البسيط البدائي في القرنين الخامس والسادس. والعائلتان الأساسيتان في أنماط الخط هما النمط الجاف، والذي يعرف بالخط الكوفي، والنمط الليني المتصل، والذي يضم الخط النسخي، والنستعليق والعديد من الأنماط الأخرى.

## وصلات خارجية
- Iconia - Wherever Faith Meets Art
- mandalaZone ~ Original mandalas reminiscent of ancient spiritual art
- Buddhist Tantric symbols
- Religious Art - Christian Icons
- Athos Icons - Relegious Icons
- www.religious-art.org نسخة محفوظة 2 سبتمبر 2018 على موقع واي باك مشين. The most famous religious paintings of the world